# Estación Bordeu
Bordeu era una estación de ferrocarril ubicada en la localidad de Villa Bordeu, Partido de Bahía Blanca, Provincia de Buenos Aires, Argentina.
Lleva el nombre de Teófilo Bordeu, data del año 1907, fue construida por el Ferrocarril Buenos Aires al Pacífico. Se trata de una construcción modesta, de chapa y se encuentra en la actualidad,  en regular estado.
Fue construida para fortalecer el surgimiento de un nuevo poblado en tierras de la Petrona Heguilor, viuda de Teófilo Bordeu, en enero de 1907, comenzaron los trabajos preliminares para la construcción de una estación ferroviaria en la flamante Villa Bordeu.
La decisión de la gerencia del ferrocarril Buenos Aires al Pacífico, seccional Bahía Blanca al Noroeste, respondía a apoyar “los buenos propósitos” que inspiraron la creación de la villa que llevaba ese nombre. “El gerente de la empresa, William Harding Green, ha resuelto proceder inmediatamente a la realización de las obras, cooperando así al mejor desarrollo de ese nuevo modelo de población”, refirió este diario dado cuenta además del loteo que se venía realizando en el sector.
Prueba de la importancia dada a esa nueva estación es que el propio Green encabezó un grupo de personas para, a bordo de un tren expreso, buscar el mejor sitio para la obra. En ese convoy viajó Antonio Álvarez, en representación de Petronila Heguilor viuda de Bordeu, propietaria de las tierras, Los ingenieros Leiva, Trery y Stevens, Mr. Carpenter, el general Pablo Riccheri, y los señores Cano, Ferradás, Enrique Julio y Rufrancos. Recorrido el terreno se eligieron las manzanas 31 y 32, en un paraje algo elevado, de muy buena tierra y que daba como terminación a los grandes bulevares de la villa.
Junto con la importante novedad de tener un tren urbano con estación en el lugar, se adelantó que los compradores de lotes, manzanas, quintas y chacras que serían puestos en posesión de sus propiedades después de terminarse las escrituras, para que puedan empezar con las obras proyectadas. Quedaban además algunos manzanas subdividías en lotes más pequeños a la venta en la oficina del Sr. Juan Rufrancos.
Poco y nada queda hoy de la centenaria estación, tampoco corre tren urbano alguno por el lugar. Queda sí la Villa y la instalaciones de la Sociedad Rural instaladas en el lugar.

## Servicios
Pertenece al Ferrocarril General Roca en su ramal entre Darregueira hasta Bahía Blanca.
No presta servicios de pasajeros desde 1978, sin embargo por sus vías corren trenes de carga, a cargo de la empresa Ferroexpreso Pampeano.